# Stuntteam

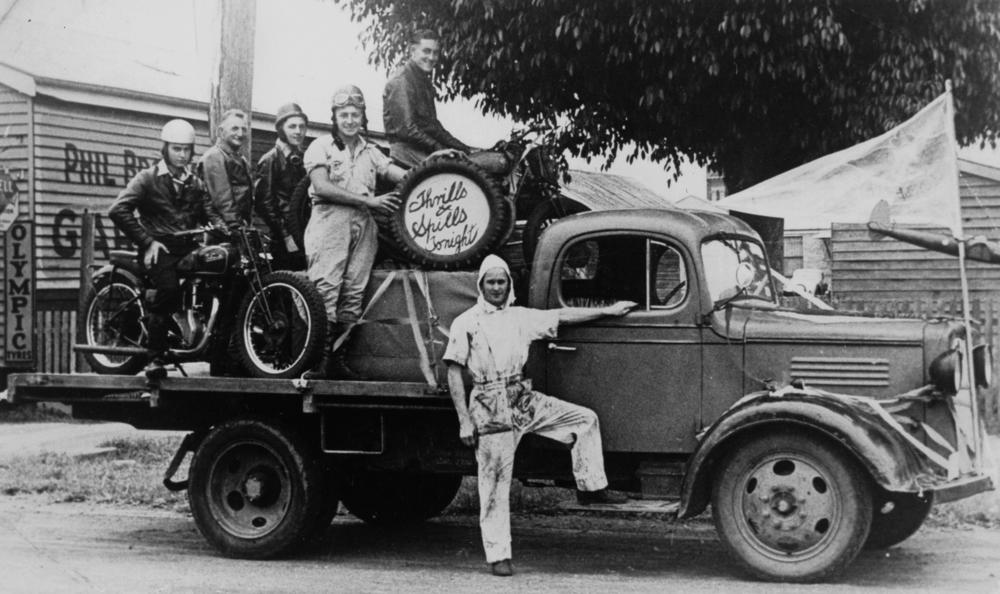
Het Thrills and Spills motorstuntteam uit Bundaberg, Queensland, circa 1937

Een stuntteam is een team van stuntartiesten dat de instructies van de stuntcoördinator opvolgt en gezamenlijk deelneemt aan een actiescène voor een film, televisieserie, reclamespot, theatervoorstelling of liveoptreden. De eerste stuntman in Nederland was Hammy de Beukelaer. 

## Opvallende stuntteams
Dit overzicht is mogelijk incompleet; u kunt helpen door het uit te breiden.
- Jackie Chan Stuntteam
- Seng Stuntteam